# Albert Paep van Calcar
Albert Paep van Calcar (Latijn: Albertus Kalkar) (overleden 4 mei 1482, Zwolle) was een raadsheer in het hof van de hertog van Kleef  en priester in de Broeders van het Gemene Leven.

## Biografie
Albertus Paep van Calcar werd in de nabijheid van Keulen geboren en vestigde zich omstreeks 1415 in Zwolle om er te studeren. Hij besloot zich, tegen de wil in van zijn vader, bij de Broeders van het Gemene Leven aan te sluiten. Tussen 1425 en 1432 woonde hij in Doesburg met andere broeders die tijdens het Utrechtse Schisma waren verbannen. In 1441 wees hij een aanbod af om rector te worden van een fraterhuis in Harderwijk.
Hij diende de broeders in Zwolle als procurator van het Domus pauperum, waarna hij vanaf 24 april 1457 tot zijn dood rector van het Rijke Fratershuis was. Hij overzag de verbouwing van het kapel, het refectorium (eetzaal) en die van het Wytenhuis; een vrouwenconvent. Albertus Paep van Calcar werd vlak voor zijn dood ziek en koos ervoor om "voor God te verschijnen". Hij overleed op 4 mei 1482 en werd op kloostergrond van de Congregatie van Windesheim begraven. Hendrik van Herxen volgde hem op als rector.